# Tyrone (Nowy Jork)
Tyrone – town w hrabstwie Schuyler, w stanie Nowy Jork, w Stanach Zjednoczonych.
Powierzchnia town wynosi 39,63 mi² (około 102,5 km²). Według stanu na 2010 rok jego populacja wynosi 1597 osób, a liczba gospodarstw domowych: 1227. W 2000 roku zamieszkiwało je 1714 osób, a w 1990 mieszkańców było 1620.